# Isthmické hry

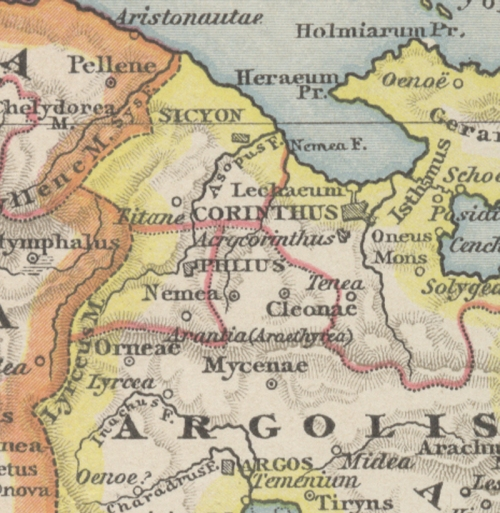
Mapa Argolidy, Isthmos je na mapě vpravo nahoře

Isthmické hry (jiné názvy: isthmijské hry, istmijské hry, istmické hry; od starořecky Ίσθμια) byly starořecké soutěže pořádané na počest boha Poseidona na druhé straně Korintské šíje, u pobřežní obce Isthmia.
Místem konání isthmijských her byla Korintská šíje v Argolidě. Hry se pořádaly na počest boha Poseidona. Starověké korintské mýty říkají, že Poseidón získal tuto zemi po sporu s bohem Heliem. Jejich rozhodčím se stal Hekatoncheiros Briareos, který Korintskou šíji přisoudil Poseidónovi a Héliovi odevzdal výšinu nad Korintem. Podle Athéňanů hry založil mytický hrdina Théseus a podle Korinťanů Sisyfos.
Už od pradávna tam stál Poseidónův chrám, který byl po požáru v roce 475 před Kr. obnoven. Při jeho jihovýchodním rohu se kdysi nacházel starý stadion, z něhož archeologové odkryli jen kamenný práh se stopami po startovacích brankách. Nový stadion podle Pausania postavili z bílého mramoru, v nehluboké roklině u pobřeží, z něj se odkryla běžecká trať dlouhá 181,2 metrů a část oblouku.
V Isthmii se slavnost na počest boha Poseidona pořádala pravděpodobně již v dávné minulosti, ale na panhelénskou slavnost byla přeorganizována až v letech 582 až 570 před Kr. za pomoci potomků korintského tyrana Kypsela, a tak se staly spolu s olympijskými, pýthijskými a nemejskými hrami součástí tzv. Panhelénských her. Od té doby se jednotlivé hry časově nepřekrývaly. Isthmijské hry se pořádaly každé dva roky, v lichých letech olympijského čtyřletí vždy koncem léta.
Hry měly podobnou náplň jako olympijské, soutěžilo se na nich v atletických i jezdeckých disciplínách, ale navíc v recitaci, hudbě a jako na jediných řeckých hrách i v malířství. Odměnou vítěze isthmijských her byl věnec z celerových listů, za římských dob z větví pinie, jejíž stálezelené jehličí symbolizovalo věčně se vlnící zelenkavé mořské vody boha Poseidona.